# Всемирный легкоатлетический финал
Всемирный легкоатлетический финал — легкоатлетические соревнования, организованные международной ассоциацией легкоатлетических федераций. Проводились раз в год с 2003 по 2009 годы. Первый легкоатлетический финал прошёл в 2003 году взамен финала Гран-при ИААФ. В 2009 году был заменён на Бриллиантовую лигу ИААФ. 
На соревнованиях выступали лучшие спортсмены, которые в течение всего спортивного сезона набрали наибольшее количество баллов. Спортсмены выступали в трёх сериях, где общее число этапов составляло 25. На каждых соревнованиях начислялись очки.

## Количество баллов
IAAF Golden League и IAAF Super Grand Prix
- 1-е место — 20 баллов
- 2-е место — 16 баллов
- 3-е место — 14 баллов
- 4-е место — 12 баллов
- 5-е место — 10 баллов
- 6-е место — 8 баллов
- 7-е место — 6 балла
- 8-е место — 4 балла
- 9 – 12-е места — 3 балла (начисление баллов на дистанции 1500 метров и выше)

IAAF Grand Prix
- 1-е место — 10 баллов
- 2-е место — 8 баллов
- 3-е место — 7 балла
- 4-е место — 6 баллов
- 5-е место — 5 баллов
- 6-е место — 4 балла
- 7-е место — 3 балла
- 8-е место — 2 балла
- 9 – 12-е места — 1 балл (начисление баллов на дистанции 1500 метров и выше)

## Легкоатлетические финалы
| Год  | Город    | Страна   | Дата                  | Стадион             | Подробности |
| ---- | -------- | -------- | --------------------- | ------------------- | ----------- |
| 2003 | Монако   | Монако   | 13 и 14 сентября 2003 | Луи II              | Подробности |
| 2004 | Монако   | Монако   | 18 и 19 сентября 2004 | Луи II              | Подробности |
| 2005 | Монако   | Монако   | 9 и 10 сентября 2005  | Луи II              | Подробности |
| 2006 | Штутгарт | Германия | 9 и 10 сентября 2006  | Мерседес-Бенц-Арена | Подробности |
| 2007 | Штутгарт | Германия | 22 и 23 сентября 2007 | Мерседес-Бенц-Арена | Подробности |
| 2008 | Штутгарт | Германия | 13 и 14 сентября 2008 | Мерседес-Бенц-Арена | Подробности |
| 2009 | Салоники | Греция   | 12 и 13 сентября 2009 | Кафтанцоглио        | Подробности |